# Gulkindad sultanspett
Gulkindad sultanspett (Chrysocolaptes xanthocephalus) är en starkt utrotningshotad fågel i familjen hackspettar som förekommer i Filippinerna.

## Utseende
Gulkindad sultanspett är en medelstor (28–34 cm) och mycket distinkt hackspett med gyllengult på huvud, hals och undersida och rött på vingar och rygg. Näbben är ljus, liksom benen. Haen har en lysande röd hjässa och hjässtofs medan honan har helgult huvud. Luzonsultanspetten och mindanaosultanspetten har även de roströd ovansida, men saknar det gula ansiktet, ljus näbb och otecknad undersida.

## Utbredning och systematik
Fågeln återfinns på södra Filippinerna, på öarna Negros, Guimaras, Panay, Masbate, och Ticao. Tidigare betraktades gulkindad sultanspett tillsammans med ett antal andra arter i Sydostasien och på Filippinerna som en enda art, Chrysocolaptes lucidus, med det svenska trivialnamnet större sultanspett. Vissa gör det fortfarande.

## Status och hot
Gulkindad sultanspett har en liten världspopulation bestående av uppskattningsvis endast 250–1000 vuxna individer. Den tros också minska i antal till följd av habitatförlust. Fågeln är därför upptagen på internationella naturvårdsunionen IUCN:s röda lista över hotade arter, kategoriserad som starkt hotad (EN).